# Boston Heights
Boston Heights – wieś w USA, w stanie Ohio, w hrabstwie Summit. Powierzchnia wioski to 17,9 km².
Liczba mieszkańców w 2000 roku wynosiła 1 186.